# Liste des espèces d'oiseaux de Suisse
La Suisse compte 434 espèces d’oiseaux. En moyenne, deux nouvelles espèces y sont observées chaque année.

## Oiseaux nicheurs

### Disparus
Plusieurs espèces ont disparu de Suisse. L'Ibis chauve nichait jusqu'au début du XVIIe siècle, mais les causes de sa disparition restent peu claires, comme pour la Perdrix rouge, présente en Suisse jusque vers 1890. Chez d'autres espèces, la disparition est directement ou indirectement liée à l'homme. Ainsi, le Gypaète barbu et le Balbuzard pêcheur ont été exterminés volontairement, nichant pour la dernière fois respectivement en 1891 et 1915. Néanmoins, le premier a été réintroduit (27 couples en 2022) et le programme de réintroduction du second a débuté en 2016. Le Chevalier gambette a disparu à cause de l'assèchement des zones humides vers 1920 et le Courlis cendré s'est reproduit en Suisse jusqu’en 2006. La Pie-grièche à poitrine rose s'est éteinte après une dernière nidification en 1972, suivie par la Pie-grièche grise en 1986 et la Pie-grièche à tête rousse en 2009. La Fauvette orphée a disparu du Valais vers 1995, pour des raisons encore inconnues, de même que le Cochevis huppé dans les années 1970. Malgré des lâchers entrepris dans le cadre de programmes de conservation à Schaffhouse et à Genève, la Perdrix grise a vraisemblablement disparu de Suisse à la fin des années 2010.

## Nouvelles espèces depuis 2010
En 2010
- Pélican frisé (10, 12 et 19-21 avril)
- Pouillot ibérique (22 avril au 11 mai)
- Bruant chanteur (1er mai)
- Pouillot verdâtre (11 octobre)
- Pouillot de Pallas (4-5 décembre)

En 2011
- Étourneau unicolore (janvier)
- Oie à bec court (8 au 22 janvier)
- Alouette monticole (5 mai)
- Faucon d’Éléonore (10 août)

En 2013
- Goéland à ailes blanches (26 janvier au 11 mai)
- Guêpier de Perse (mai)[8]

En 2015
- Plongeon du Pacifique (13 au 25 décembre)
- Pouillot de Hume (27 au 29 décembre)

En 2016
- Faucon sacre (22 août)

En 2018
- Pie-grièche schach (18 au 25 novembre)

En 2019
- Chevalier à pattes jaunes (9-10 mai)
- Traquet isabelle (5 octobre)
- Moineau espagnol (14 décembre)

En 2020
- Tourterelle orientale (1er mars au 2 avril et 8 novembre au 5 avril 2021)
- Pie-grièche brune (14-15 août)

En 2021
- Aigle de Bonelli (15-21 août)
- Aigle des steppes (12 septembre)
- Bécasseau d'Alaska (15-19 septembre)

En 2022
- Fauvette de Moltoni (24 avril)
- Paruline masquée (29 octobre-13 décembre)

En 2023
- Tarier de Sibérie (25-28 octobre)
- Macreuse à front blanc (20-26 novembre)

En 2024
- Robin à flancs roux (20 mars)

## Espèces comptant une seule donnée en Suisse
Certaines espèces sont très rares en Suisse. Certaines ne comptent même qu’une seule donnée :
- Alouette leucoptère
- Alouette monticole
- Bécasseau d'Alaska
- Bruant chanteur
- Chevalier à pattes jaunes
- Courlis à bec grêle
- Étourneau unicolore
- Fauvette de Moltoni
- Goéland à ailes blanches
- Guillemot à long bec
- Guillemot de Troïl
- Iranie à gorge blanche
- Macreuse à front blanc
- Moineau espagnol
- Mouette blanche
- Océanite culblanc
- Océanite de Castro
- Oie naine
- Paruline masquée
- Pélican frisé
- Pie-grièche brune
- Pie-grièche isabelle
- Pie-grièche schach
- Plongeon du Pacifique
- Pouillot de Schwarz
- Puffin yelkouan
- Robin à flancs roux
- Rousserolle isabelle
- Tarier de Sibérie